# Долинівська школа
```
 Україна, 
 Кіровоградська область,
 Гайворонський район, 
 с.Долинівка, 
 Миру, 1	
```

Історія закладу освіти
Як свідчать писемні джерела, перший храм в ім. св. Апостола Іоана Богослава був збудований парафіянами в 1943 році. Згодом, в 1864 році при храмі відкривається церковно парафіальна школа. Діти вивчали Закон Божий, церковні співи, письмо 4-дії арифметики, основи географії, малювання. Навчалися тут грамоти діти із заможних селянських родин, бо за навчання треба було платити. Згодом на кошти земства було розпочато будівництво глинобитної школи, яка почала працювати у 1905 році. Засновником першої школи був Поляков Петро Васильович.   До 1933 року школа була початковою, а потім набирались класи для неповної середньої школи (семирічної ). У 1936 році за проектом директора школи Брезицького Михайла Петровича було розпочато будівництво сільською громадою нової школи, яка відкрилась у 1939році.
Коли гриміла кононада Великої Вітчизняної війни - в школі ще проводилося навчання. А потім у часи окупації села німецькими військами приміщення школи було німецькою військовою комендатурою. Багато юнаків та дівчат шкільного віку було примусово вивезено до Німеччини.Переможним маршем Червона Армія звільняє село від гітлерівців. Школа перетворюється на невеликий госпіталь, куди милосердні жителі села зносять поранених бійців із поля бою. Після Великої Перемоги школа розпочинає свою роботу восени 1945р.
Школа за свою історію зазнала ряд реорганізацій змінювалися дати, школа змінювала свої назви: 
1 серпня 1954р. школа стала Будьонівською семирічною 
28 вересня 1954р - Будьонівська середня школа 
16 листопада 1957р. - Шевченківська середня школа 
31 серпня 1958р. - Долинівська середня школа 
29 серпня 1961р - Долинівська восьмирічна школа 
1 вересня 1965 - Долинівська середня школа 
10 листопада 1990 - Долинівська загальноосвітня школа 
10 січня 2001р. - загальноосвітня школа І-ІІІ ступенів с. Долинівка 
За цей час змінилися директори:
Брезіцький Михайло Петрович 
Морар Мілентій Іванович 
Тімановський Митрофан Степанович 
З 28 вересня 1954р - Горохлянко Федір Сергійович 
з 23 травня 1959р.- Григор’єв Микола Олександрович 
з 3 травня 1960р. - Нарадовий Микола Григорович 
з 20 січня 1977р. - Цигульська Світлана Іванівна 
з 9 грудня 1977р. - Марчук Світлана Андріївна 
з 30 серпня 1978р. - Франчук Тамара Олександрівна 
з 1вересня 1997р. – Марчук Сергій Андрійович 
з 1 вересня 2000р.- Цимбал Микола Іванович 
з 1 вересня 2016р. - Марчук Олег Андрійович
```
Змінювались імена вчителів, учнів. I для школи настав час змінити свій вигляд.
```

В 1993 році розпочато капітальний ремонт школи. На державні кошти, виділені Кабінетом Міністрів України, який очолював Прем’єр-Міністр Євген Кирилович Марчук проведено необхідні будівельні роботи. 23 грудня 1995 року школа відкриває свої світлі, просторі класи.
```
10 січня 2001р. в ході освітньої реформи школа дістає назву: загальноосвітня школа І – ІІІ ступенів с. Долинівка Гайворонського району Кіровоградської області
```

Навчальний заклад укомплектовано кваліфікованими педагогічними кадрами. У школі  працюють 15 учителів, з них : вчителів І категорії – 7, ІІ категорії – 5, спеціалістів - 3. Середній вік колективу – 37 років.                                                       
```
 У навчальному закладі діють 4 шкільні  предметні  методичні об’єднання:   вчителів природничо – математичного циклу,гуманітарного циклу, вчителів початкових класів та методичне об’єднання  класних керівників, до роботи яких залучені всі вчителі школи.
```

ВОНИ ПРАЦЮЮТЬ НИНІ В ШКОЛІ
```
1.Бондар Максим Валерійович
2.Василишина Світлана Сергіївна
3.Вересюк Ольга Ростиславівна
4.Гребінна Людмила Вілінівна
5.Грушкевич Вікторія Олександрівна
6.Євстафієва Софія Іванівна
7.Ковбасюк Сергій Олександрович
8.Майко Юлія Олександрівна
9.Макарчук Неоніла Володимирівна
10.Марчук Олег Андрійович
11.Марчук Тетяна Дмитрівна
12.Мороз Яна Михайлівна
13.Немировська Тетяна Григорівна
14.Самбор Олена Миколаївна
15.Самбор Олеся Аліківна
```

У 2017 році школа дістає назву:
Долинівська філія Гайворонського навчально-виховного об"єднання №1 "Загальноосвітня школа І-ІІІ ступенів" Гайворонської районної державної адміністрації Кіровоградської області
Кількість учнів:	68
Кількість персоналу:	25
Кількість класів:	11
Кількість приміщень:	23